# The Sword of Hope
The Sword of Hope, lanzado en Japón como Selection: Erabareshi Mono (セレクション 選ばれし者?) , es un juego de rol en primera persona de 1989 para la Game Boy, desarrollado por Kemco y publicado por Seika Corporation.
En 1992, recibió una secuela, The Sword of Hope II . En 1998, estos dos juegos se volvieron a lanzar en Japón como un solo cartucho de Game Boy, Selection I y II . Sword of Hope también se ha lanzado para la consola Nintendo 3DS, aunque solo en Japón.
Una secuela titulada Selection (セレクション?)  fue lanzada para teléfonos móviles en 2008.

## Resumen
El jugador asume el papel del príncipe Theo, cuyo padre, el rey Hennessy, se ha vuelto corrupto y maniático con el poder. Ha esclavizado al reino y exiliado a los grandes sabios que una vez mantuvieron el equilibrio y la prosperidad del reino. La madre de Theo, la reina Remy, fue asesinada por Hennessy, pero Theo fue rescatado del castillo sin sufrir daños con la ayuda de un viejo sabio. Ahora que Theo ha llegado a la adolescencia y se ha convertido en un hábil guerrero, es hora de que Theo se enfrente a su destino y regrese al castillo donde se crio y derrote a su padre.
Cada jefe tiene su propia debilidad; explotarlo para derrotarlo depende completamente del jugador.